# Walchsee
Walchsee is een gemeente in de Oostenrijkse deelstaat Tirol. De gemeente telt 1789 inwoners (per 1 januari 2012) en heeft een oppervlakte van 39,24 km².

## Geografie
Walchsee is gelegen in de Oostenrijkse regio Kaiserwinkel in het noordoosten van het district Kufstein tussen het Walchmeer (in het Duits net als de gemeente Walchsee genaamd) en de voet van de majestueuze Zahmen Kaiser.
De gemeente omvat de dorpen en gehuchten Dorf, Durchholzen, Schwaigs, Öd und Winkl.
Walchsee grenst aan twee gemeenten in het district Kufstein, te weten Ebbs en Rettenschöss, alsmede aan drie gemeenten in het district Kitzbühel, namelijk Kössen, Schwendt en Kirchdorf in Tirol. Helemaal in het noorden grenst de gemeente aan de Duitse gemeente Aschau im Chiemgau.
Het laagste punt in de gemeente, het Schmieddal, bevindt zich in het dorp Durchholzen op 650 meter boven NAP en het Walchmeer ligt op 659 meter. Als hoogtste punt wordt wel Pyramidenspitze met een hoogte van 1999 meter genoemd, maar het echte hoogste punt in de gemeente is de Vordere Kesselschneid met 2002 meter boven NAP.
In de gemeente bevindt zich de Schwemm, Noordtirols grootste bewaard gebleven hoogveenlandschap.

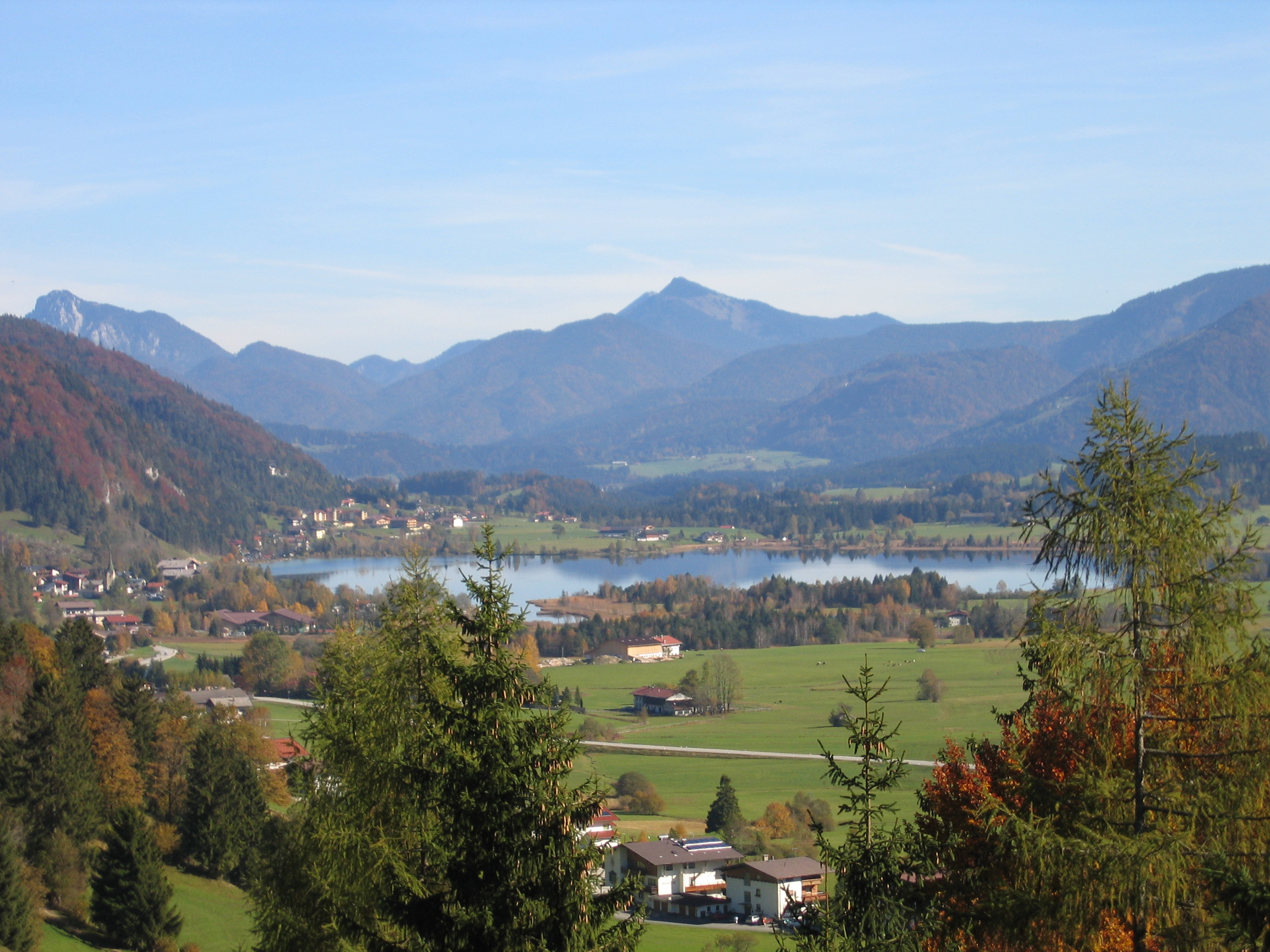
Walchsee met het Walchmeer in de achtergrond

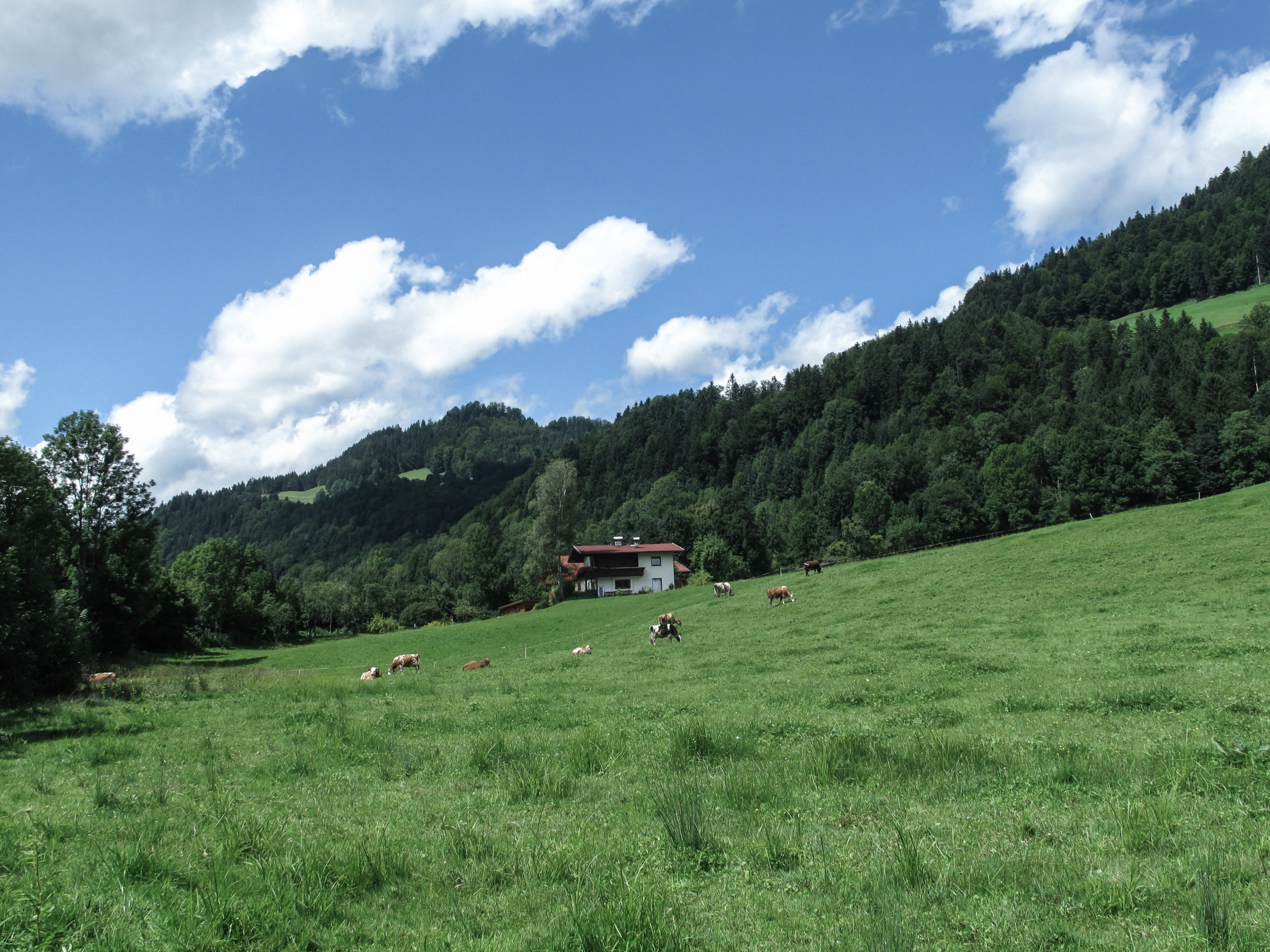
Landschap tussen Walchsee en Rettenschoss

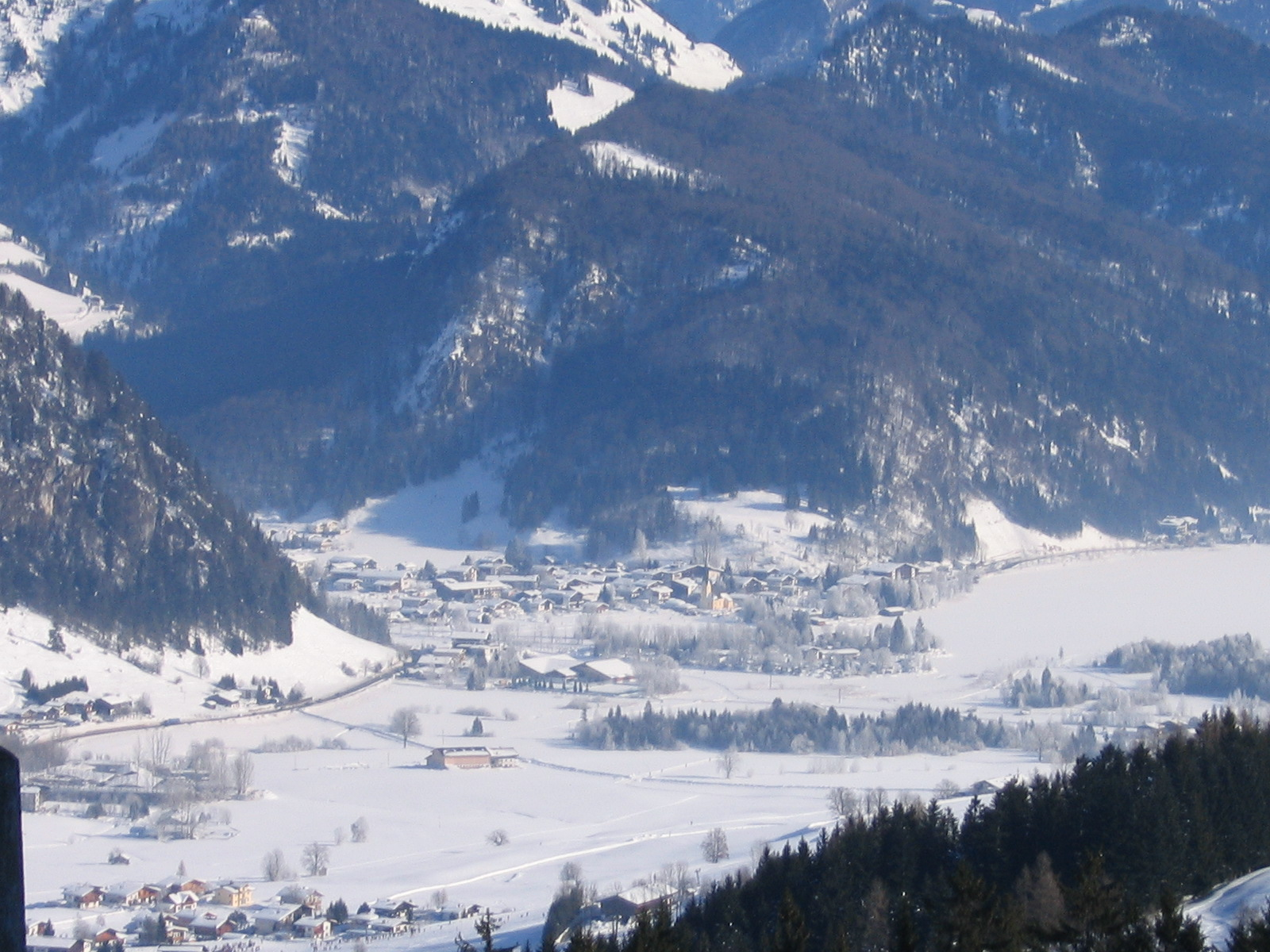
Walchsee in de winter

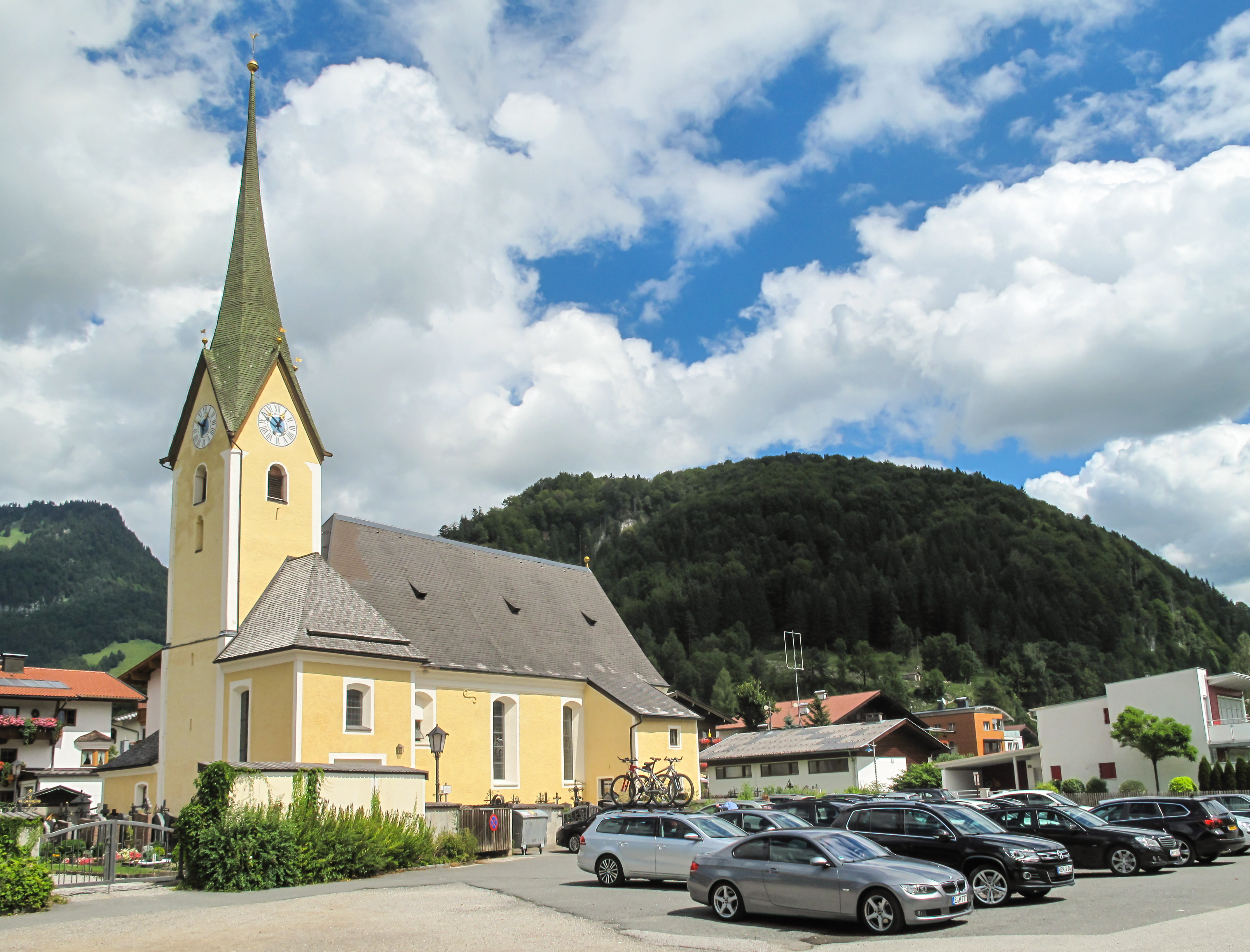
Johannes de Doper kerk in Walchsee

Alpbach · Angath · Angerberg · Bad Häring · Brandenberg · Breitenbach am Inn · Brixlegg · Ebbs · Ellmau · Erl · Kirchbichl · Kramsach · Kufstein · Kundl · Langkampfen · Mariastein · Münster · Niederndorf · Niederndorferberg · Radfeld · Rattenberg · Reith im Alpbachtal · Rettenschöss · Scheffau am Wilden Kaiser · Schwoich · Söll · Thiersee · Walchsee · Wildschönau · Wörgl
- Gemeinsame Normdatei: 10138004-5
- Nationale Bibliotheek van Tsjechië: ge560469
- Virtual International Authority File: 244765153